# Karl X Gustavs ryttarstaty

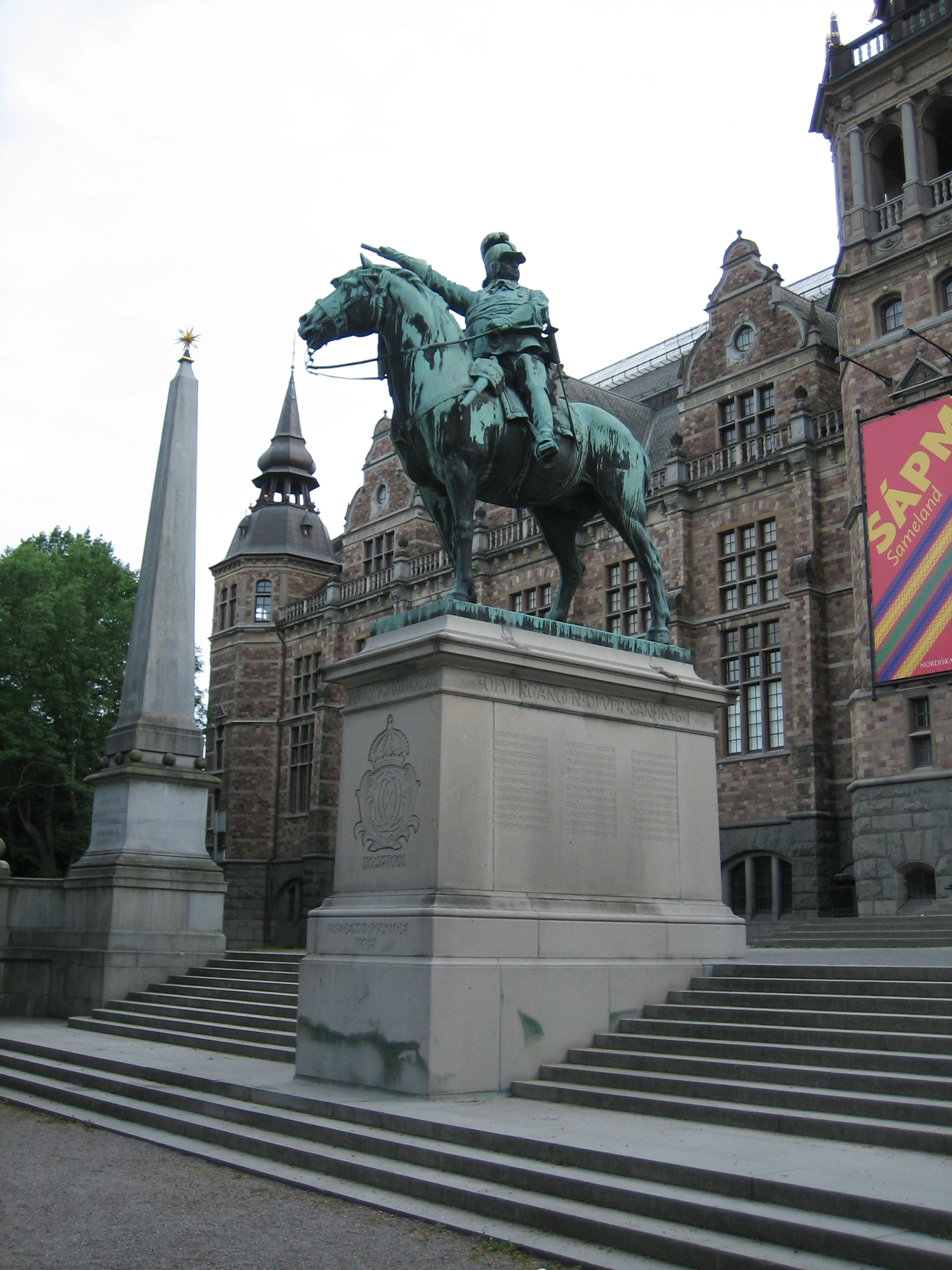
Karl X Gustavs ryttarstaty, framför Nordiska Museet.

Karl X Gustavs ryttarstaty i Stockholm är en ryttarstaty av den svenske kungen Karl X Gustav, skapad av Gustaf Malmquist, som står framför Nordiska museet på Djurgården i Stockholm. Statyn invigdes på Svenska flaggans dag den 6 juni, 1917. På nationaldagen 2023 höll Armens Musikkår för första gången sitt stora tapto (Zapfenstreich) framför statyn i samband med kung Carl XVI Gustafs nationaldagsmottagning på Nordiska museet.

## Historik
Statyn skänktes till Nordiska museet av Karl X Gustafsföreningen som hade drivit statyfrågan sedan 1906. Troligen var ambitionen att den skulle vara på plats 1908 till 250-årsjubileet av Freden i Roskilde 1658. En tävling om kungastatyn utlystes 1911 och vanns av Gustaf Malmquist, dock blev han tvungen att omarbeta sitt förslag efter vinsten, då juryn ville se vissa ändringar. Därefter försenades statyn ytterligare på grund av första världskriget och den metallbrist som då uppstod. Statyn kom dock på plats 1917, med ett postament i granit av Isac Gustaf Clason, Nordiska museets arkitekt.

## Utseende
Statyn är gjuten i brons av Otto Meyers konstgjuteri. På postamentet kan man på framsidan se Karl X Gustavs namnchiffer, hans regeringsår 1654-1660 samt orden Freden i Roskilde 1658.  Runt postamentet återges de slag och segrar som samtiden ansåg som hans viktigaste;
- Tåget öfver Stora Bält 1658
- Warschau 1656
- Öfvergången öfver San 1656